# Мейкон (округ, Північна Кароліна)
Шаблон:StateAbbr_ 35°09′ пн. ш. 83°25′ зх. д. / 35.15° пн. ш. 83.42° зх. д.
Округ  Мейкон (англ. Macon County) — округ (графство) у штаті  Північна Кароліна, США. Ідентифікатор округу 37113.

## Історія
Округ утворений 1828 року.

## Демографія
За даними перепису 
2000 року 
загальне населення округу становило 29811 осіб, зокрема міського населення було 5594, а сільського — 24217.
Серед мешканців округу чоловіків було 14289, а жінок — 15522. В окрузі було 12828 домогосподарств, 8908 родин, які мешкали в 20746 будинках.
Середній розмір родини становив 2,74.
Віковий розподіл населення поданий у таблиці:
| Стать    | До 15 років | 15-21 | 22-29 | 30-39 | 40-49 | 50-65 | 65-85 | Понад 85 |
| -------- | ----------- | ----- | ----- | ----- | ----- | ----- | ----- | -------- |
| Чоловіки | 2495        | 1257  | 1051  | 1674  | 2041  | 2859  | 2678  | 234      |
| Жінки    | 2375        | 1048  | 1023  | 1808  | 2149  | 3365  | 3240  | 514      |

## Суміжні округи
- Свейн — північ
- Джексон — схід
- Рабун, Джорджія — південь
- Клей — південний захід
- Черокі — захід
- Грем — північний захід

## Виноски
1. ↑  U.S. Decennial Census. United States Census Bureau. Архів оригіналу за 19 липня 2018. Процитовано 18 січня 2015.
2. ↑  Historical Census Browser. University of Virginia Library. Архів оригіналу за 11 серпня 2012. Процитовано 18 січня 2015.
3. ↑  Forstall, Richard L., ред. (27 березня 1995). Population of Counties by Decennial Census: 1900 to 1990. United States Census Bureau. Архів оригіналу за 3 березня 2015. Процитовано 18 січня 2015.
4. ↑  Census 2000 PHC-T-4. Ranking Tables for Counties: 1990 and 2000 (PDF). United States Census Bureau. 2 квітня 2001. Архів оригіналу (PDF) за 18 грудня 2014. Процитовано 18 січня 2015.
5. ↑  State & County QuickFacts. United States Census Bureau. Архів оригіналу за 5 вересня 2015. Процитовано 27 жовтня 2013.(англ.) Наведено за англійською вікіпедією.
6. ↑  American FactFinder. Бюро перепису населення США. Архів оригіналу за 26 лютого 2012. Процитовано 31 січня 2008.

| США | Це незавершена стаття з географії США. Ви можете допомогти проєкту, виправивши або дописавши її. |